# Hotot-en-Auge
Hotot-en-Auge és un municipi francès situat al departament de Calvados i a la regió de Normandia. L'any 2007 tenia 298 habitants.

## Demografia

### Població
El 2007 la població de fet de Hotot-en-Auge era de 298 persones. Hi havia 117 famílies de les quals 28 eren unipersonals (16 homes vivint sols i 12 dones vivint soles), 45 parelles sense fills, 40 parelles amb fills i 4 famílies monoparentals amb fills.
La població ha evolucionat segons el següent gràfic:
Habitants censats

### Habitatges
El 2007 hi havia 177 habitatges, 121 eren l'habitatge principal de la família, 52 eren segones residències i 4 estaven desocupats. 171 eren cases i 3 eren apartaments. Dels 121 habitatges principals, 97 estaven ocupats pels seus propietaris, 20 estaven llogats i ocupats pels llogaters i 4 estaven cedits a títol gratuït; 2 tenien una cambra, 2 en tenien dues, 12 en tenien tres, 32 en tenien quatre i 74 en tenien cinc o més. 102 habitatges disposaven pel capbaix d'una plaça de pàrquing. A 51 habitatges hi havia un automòbil i a 63 n'hi havia dos o més.

## Economia
El 2007 la població en edat de treballar era de 192 persones, 142 eren actives i 50 eren inactives. De les 142 persones actives 136 estaven ocupades (76 homes i 60 dones) i 6 estaven aturades (3 homes i 3 dones). De les 50 persones inactives 22 estaven jubilades, 18 estaven estudiant i 10 estaven classificades com a «altres inactius».

### Ingressos
El 2009 a Hotot-en-Auge hi havia 115 unitats fiscals que integraven 292 persones, la mediana anual d'ingressos fiscals per persona era de 17.470 €.

### Activitats econòmiques
Dels 18 establiments que hi havia el 2007, 6 eren d'empreses de construcció, 3 d'empreses de comerç i reparació d'automòbils, 1 d'una empresa d'hostatgeria i restauració, 1 d'una empresa immobiliària, 4 d'empreses de serveis i 3 d'empreses classificades com a «altres activitats de serveis».
Dels 5 establiments de servei als particulars que hi havia el 2009, 2 eren guixaires pintors, 2 fusteries i 1 veterinari.
L'any 2000 a Hotot-en-Auge hi havia 18 explotacions agrícoles que ocupaven un total de 1.110 hectàrees.

## Poblacions més properes
El següent diagrama mostra les poblacions més properes.